# Constantino II de Georgia
Constantino II (en georgiano: კონსტანტინე II) (c. 1447 - 1505), de la dinastía Bagrationi, fue rey de Georgia desde 1478. A comienzos de los años 1490,  tuvo que reconocer la independencia de sus gobernantes rivales de Imericia y Kajetia, y limitar su poder a Kartli. En 1505, Constantino II murió, siendo sucedido por su hijo David X. 

## Vida
Constantio II era hijo del Príncipe Demetrio. En 1465, junto con su tío, el rey Jorge VIII, Constantino fue hecho prisionero por el príncipe rebelde Qvarqvare II Jaqeli, atabeg de Samtsje (principalidad del sur de Georgia). Consiguió escapar y, aprovechando que el rey de Imericia, Bagrat VI  estaba en Kartli, intentó capturar Kutaisi. A pesar del fracaso, se consideró rey y obtuvo cierto poder en Kartli. No obstante, sólo a la muerte de Bagrat 1478, fue capaz de expulsar al hijo de este, Alejandro II, y convertirse en rey de Georgia, aunque ya fragmentada y desgarrada en una amarga guerra civil. En 1483 fue derrotado por Qvarqvare II de Mesjetia en la Batalla de Aradeti. Alejandro aprovechó y se estableció en Imereti pero perdió Kutaisi con Constantino en 1484. En el invierno de 1488, los turcomanos Ak Koyunlu dirigidos por Halil Bey atacaron la capital georgiana de Tiflis, y tomaron la ciudad después de un largo asedio en febrero de 1489. Aunque la ocupación extranjera de la capital no duró mucho tiempo, la situación fue inmediatamente explotada por Alejandro que capturó Kutaisi y el resto de Imericia. De 1490 a 1493, Constantino fue obligado a reconocer de jure a su primo Alejandro I de Kajetia y a Alejandro II de Imericia como soberanos independientes y a conceder autonomía a Qvarqvare II. Constantino vio su territorio confinado a Kartli. Así, a finales del siglo XV, Georgia quedó dividida en tres reinos independientes (Kartli, Kajetia, e Imericia) y cinco principados autónomos (Mesjetia, Mingrelia, Guria, Abjasia, y Svaneti).
Entre 1492-1496, Constantino intentó obtener apoyo internacional para reunir el país y defenderlo contra los imperios musulmanes cada vez más agresivos de la Turquía Otomana y el Irán Safavida. Para ello, embajadores georgianos fueron enviados al sultán Buryí de Egipto, Qaitbey, y también al papa Alejandro VI y a Isabel I la Católica. Las embajadas, no obstante, resultaron infructuosas.
A la muerte del hijo de Qvargvare II, Kaikhosro I, sólo dos años después de que ascendiera al trono del Samtskhe,  fue sucedido por su hermano "igualmente" piadoso Mzechabuk. Al mismo tiempo, los safávidas iraníes, dirigidos por el emergente rey (shah) Ismail  estuvieron tentados de saquear el estado feudal, aunque sólo para distraerse de su objetivo principal; Shirvan. En el mismo año, en 1500, Ismail I convocó a Constantino y a Alejandro II de Imericia para atacar las posesiones otomanas cerca de Tabriz. Como precaución, Ismail hizo que Alejandro enviara a su hijo Demetrio a la recién reconquistada región de Shirván, donde el príncipe negoció un acuerdo de paz. Ismail prometió a Constantino, que una vez capturada Tabriz, cancelaría el tributo que Constantino aún pagaba a los Ak Koyunlu. Cada gobernante georgiano contribuyó con 3.000 hombres a la fuerza inicial de 7000 de Ismail, y en 1503 consiguieron recuperar Najicheván de los otomanos. No obstante, Ismail rompió su promesa, y convirtió a Kartli y Kajetia en vasallos suyos.

### Muerte
Constantino II falleció en 1505, dejando el trono a su hijo, David. Como indican los registros eclesiásticos, pudo haber abdicado y haberse retirado a un monasterio con el nombre de nombre de Cirilo en 1503 o 1504.

## Matrimonio e hijos
Constantino II se casó en 1473 con Tamar (muerta c. 1492). Tuvo los siguientes hijos:
- David X de Kartli
- Jorge IX de Kartli
- Bagrat I de Mukhrani
- Dimitri, co-rey 1488–1490
- Vakhtang, fl. 1526
- Alexander, fl. 1526–1556, antepasado de la familia Gochashvili
- Melchizedek II de Georgia, Catolicós Patriarca de Georgia
- Targamos, fl. 1517–1525
- Gulshar, casada con el príncipe Kakhaber Chijavadze
- Astandar, casada con el príncipe Manuchar N.
- Martha